# Apofenia

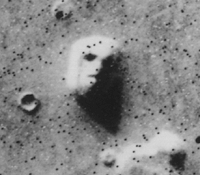
A percepção de uma face humana em fotografia da superfície de Marte é um exemplo de apofenia

Apofenia é um termo proposto em 1959 por Klaus Conrad para o fenômeno cognitivo de percepção de padrões ou conexões em dados aleatórios. É um importante fator na criação de crenças supersticiosas, da crença no paranormal e em ilusão de ótica.
Inicialmente descrita como sintoma de psicose, a apofenia ocorre no entanto em indivíduos perfeitamente saudáveis mentalmente. Do ponto de vista da estatística é um Erro do tipo I, ou seja, tirar conclusões de dados inconclusivos. Em um exame pode levar a um resultado falso positivo. Psicologicamente é um exemplo de viés cognitivo.
Ocorrências de apofenia frequentemente são investidas de significado religioso e/ou paranormal ocasionalmente ganhando atenção da mídia como a impressão de ver Jesus em uma torrada.
No teste projetivo de manchas Rorschach a apofenia é estimulada com o objetivo de identificar padrões significativos na vida do indivíduo que ele projeta sobre a mancha.